# 1095
| 1095               |
| ------------------ |
| Dødsfald - Fødsler |
|                    |

| Gregoriansk kalender | 1095 MXCV               |
| Ab urbe condita      | 1848                    |
| Armensk kalender     | 544 ԹՎ ՇԽԴ              |
| Kinesiske kalender   | 3791 – 3792 甲戌 – 乙亥 |
| Etiopisk kalender    | 1087 – 1088             |
| Jødisk kalender      | 4855 – 4856             |
| Hindukalendere       |                         |
| - Vikram Samvat      | 1150 – 1151             |
| - Shaka Samvat       | 1017 – 1018             |
| - Kali Yuga          | 4196 – 4197             |
| Iransk kalender      | 473 – 474               |
| Islamisk kalender    | 488 – 489               |

Konge i Danmark: Oluf Hunger 1086-1095 og Erik Ejegod 1095-1103
Se også 1095 (tal)

## Begivenheder
- 27. november - på kirkemødet i Clermont opfordrer pave Urban II til det første korstog under parolen: "Gud vil det". Han lover syndsforladelse til alle, som dør for sagen.
- Erik Ejegod bliver konge i Danmark

## Dødsfald
- Oluf 1. Hunger